# Stef Joosten
Stephanus Maria Mathias (Stef) Joosten, (geboren 1959) is een Nederlands informaticus en hoogleraar informatica aan de Open Universiteit.
Joosten studeerde elektrotechniek aan de Universiteit Twente tot 1984 en promoveerde hier in 1989 in de informatica op het proefschrift The use of functional programming in software development. Vanaf 1984 tot 1996 werkte hij verder aan de Universiteit Twente. In 1995-1996 was hij een jaar associate professor aan de Georgia State University in Atlanta en in 1999 werd hij hoogleraar Informatiesystemen en Bedrijfsprocessen aan de Open Universiteit, en houdt zich bezig met het ontwerpen van Informatiesystemen.
Joosten is verder werkzaam als management consultant bij Ordina op het gebied van informatie-architectuur.

## Publicaties
Joosten schreef onder andere:
- Modelling and simulation in a functional programming language: a case study (1987).
- Functional specification: a case study (1988).
- The use of functional programming in software development, Enschede : Quick Service (1989).
- Architecture of low cost, large scale neural networks (1992).
- Praktijkboek voor procesarchitecten ism. Eric Baardman e.a., Assen: Koninklijke Van Gorcum (2002).